# Melinaea ehesta
Melinaea ehesta är en fjärilsart som beskrevs av Frederick DuCane Godman och Osbert Salvin 1898. Melinaea ehesta ingår i släktet Melinaea och familjen praktfjärilar. Inga underarter finns listade i Catalogue of Life.